# Cimolesta
I cimolesti (Cimolesta) sono un grande gruppo di mammiferi primitivi, a cui, forse, appartengono gli attuali pangolini (Pholidota).

## Una moltitudine di forme primitive
Questo gruppo di animali comprende un gran numero di forme evolutesi all'inizio del Terziario (tra i 65 e i 55 milioni di anni fa), appena dopo la scomparsa dei dinosauri. Da forme simili a opossum (Didelphodonta) si originarono in brevissimo tempo animali decisamente più grandi e specializzati: i teniodonti (Taeniodonta) assomigliavano vagamente a orsi, ed erano dotati di artigli e denti specializzati per estrarre radici. Vagamente simili a questi erano i tillodonti (Tillodonta), il cui cranio ricordava quello dei roditori, mentre i pantolesti (Pantolesta) assomigliavano a lontre, si nutrivano di pesce e alcuni di essi erano velenosi. Gli apatoteri (Apatotheria) erano forme arboricole, dalla strana dentatura, mentre i pantodonti (Pantodonta) diedero vita a varie forme, tra cui animali simili a ippopotami. I pangolini attuali sembrerebbero essere derivati da forme primitive (Palaeanodonta) dalle abitudini scavatrici. Il piccolissimo gruppo degli ernanodonti (Ernanodonta) comprendeva invece misteriosi animali simili a bradipi terricoli.

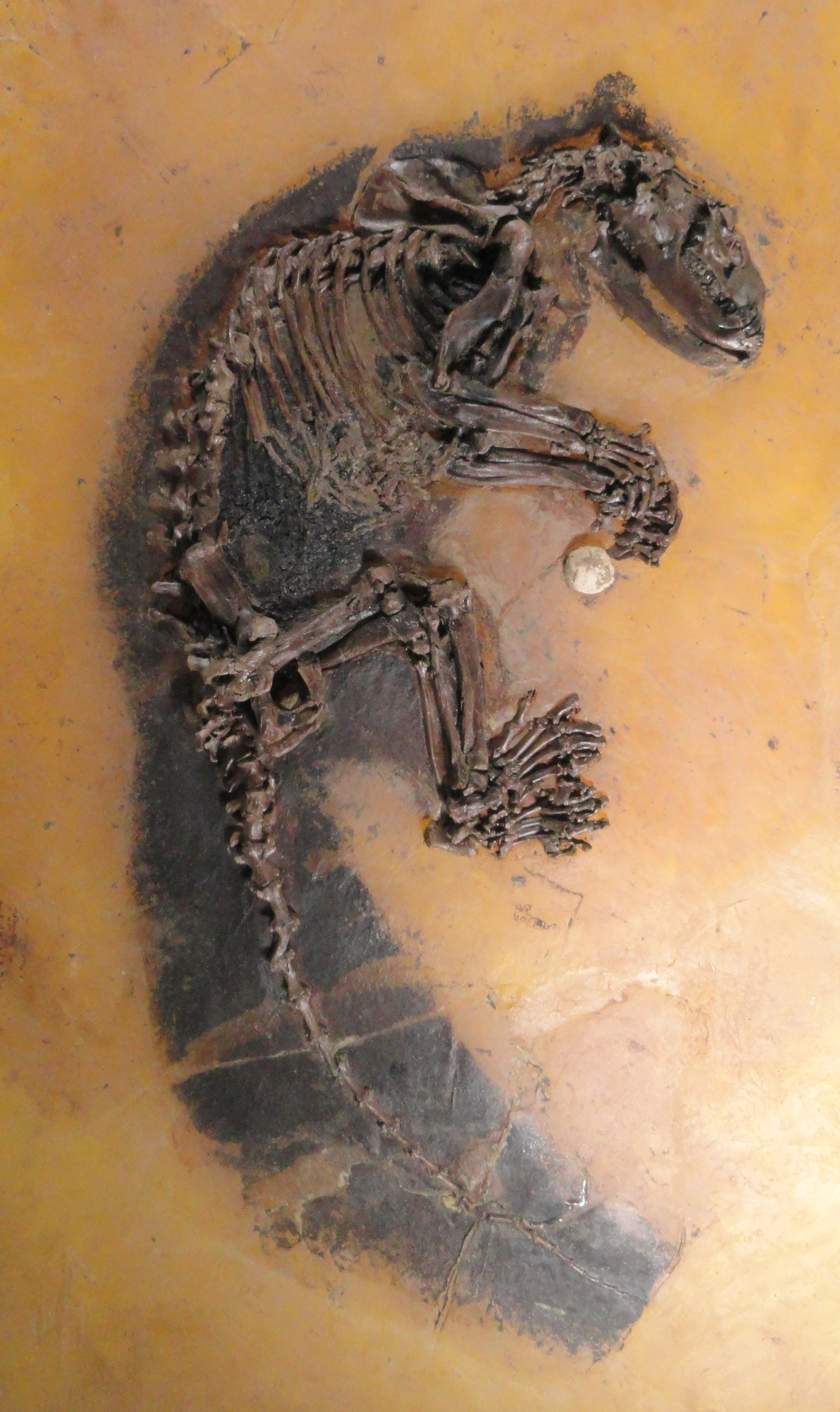
Fossile di Kopidodon macrognathus, appartenente all'enigmatico gruppo dei parossiclenidi, forse appartenenti ai pantolesti (ordine dei Cimolesta)

## Evoluzione ed estinzione
Alcuni particolari della dentatura e delle ossa degli arti riconducono a un'origine comune questa moltitudine di gruppi. Tutto questo fiorire di forme diverse testimonia l'improvvisa espansione dei mammiferi primitivi, che si trovarono a riempire nicchie ecologiche diversissime, improvvisamente lasciate libere dopo l'estinzione dei dinosauri. Quando altri ordini di mammiferi, più evoluti e specializzati, apparvero sulla Terra, la competizione venuta a crearsi portò all'estinzione dei cimolesti, con l'unica eccezione dei pangolini.